# Йоншвіль
Йоншвіль (нім. Jonschwil) — громада  в Швейцарії в кантоні Санкт-Галлен, виборчий округ Віль.

## Географія
Громада розташована на відстані близько 135 км на північний схід від Берна, 23 км на захід від Санкт-Галлена.
Йоншвіль має площу 11 км², з яких на 16,6% дозволяється будівництво (житлове та будівництво доріг), 56,7% використовуються в сільськогосподарських цілях, 24,6% зайнято лісами, 2,1% не є продуктивними (річки, льодовики або гори).

## Демографія
2019 року в громаді мешкало 3834 особи (+7,3% порівняно з 2010 роком), іноземців було 12,2%. Густота населення становила 349 осіб/км².
За віковим діапазоном населення розподілялося таким чином: 24,6% — особи молодші 20 років, 58,8% — особи у віці 20—64 років, 16,6% — особи у віці 65 років та старші. Було 1503 помешкань (у середньому 2,5 особи в помешканні).
Із загальної кількості 2102 працюючих 109 було зайнятих в первинному секторі, 787 — в обробній промисловості, 1206 — в галузі послуг.